# Вяйке-Маарьяский район
Вя́йке-Ма́арьяский район — административно-территориальная единица в составе Эстонской ССР, существовавшая в 1950—1962 годах. Центр — Вяйке-Маарья. Население по переписи 1959 года составляло 19,5 тыс. человек. Площадь района в 1955 году составляла 1327,7 км².

## История
Вяйке-Маарьяский район был образован в 1950 году, когда уездное деление в Эстонской ССР было заменено районным. В 1952 году район был включён в состав Таллинской области, но уже в апреле 1953 года в результате упразднения областей в Эстонской ССР район был возвращён в республиканское подчинение.
28 марта 1962 года Вяйке-Маарьяский район был упразднён, а его территория передана в Раквереский район.

## Административное деление
В 1955 году район включал 1 рабочий посёлок (Тамсалу) и 12 сельсоветов: Ассамаллаский, Ваянгуский, Веневереский, Вяйке-Маарьяский, Килтсиский, Лаэквереский, Муугаский, Раккеский, Саллаский, Симунаский, Тамсалуский (центр — Локса), Трийгиский (центр — Ависепа).